# Aragon (band)
Aragon is een Australische progressieve rockband die is opgericht in 1987.

## Geschiedenis
De band bracht de mini-LP Don't Bring the Rain zelf uit kort na hun oprichting. Aragon speelde toen Neo-Prog met invloeden van Genesis en Marillion en kreeg daarop goede recensies. In 1990 werd een uitgebreide cd-versie van het debuut uitgebracht. Twee jaar later volgde nog een mini-album, in 1993 een compilatie met ongepubliceerde oudere stukken en live opnames. De conceptalbums Mouse en Mr. Angel verschenen respectievelijk in 1995 en 1997 zonder de deelname van Tony Italia. Na een pauze van enkele jaren bracht Aragon in 2004 hun laatste album uit, maar de band is nog steeds sporadisch actief.

## Discografie
- 1987: Don’t Bring the Rain (Mini-Album)
- 1990: Don’t Bring the Rain
- 1992: The Meeting (Mini-Album)
- 1993: Rocking Horse (and Other Short Stories from the Past) (Compilatie)
- 1995: Mouse
- 1997: Mr. Angel
- 2004: The Angels Tear
- 2014: In a Lifetime (Digital-Single)
- 2018: The Rocking Horse Saga – Act 2 (Digital-Single)

## Weblinks
- Officiële Homepage (Engels)